# Blombergska husen
Blombergska husen är samlingsnamnet för två byggnadsminnesmärkta byggnader Blombergska huset och Blombergska huset vid Sjögatan i kvarteret Jupiter i Sundsvall ritade av samma arkitekt Sven Malm, uppförda samtidigt år 1889, av samma byggherre Johan Gustav Blomberg och i samma kvarter, intill varandra, men på olika fastigheter. Blombergska husen har varit byggnadsminne sedan den 25 april 1980.

## Bilder

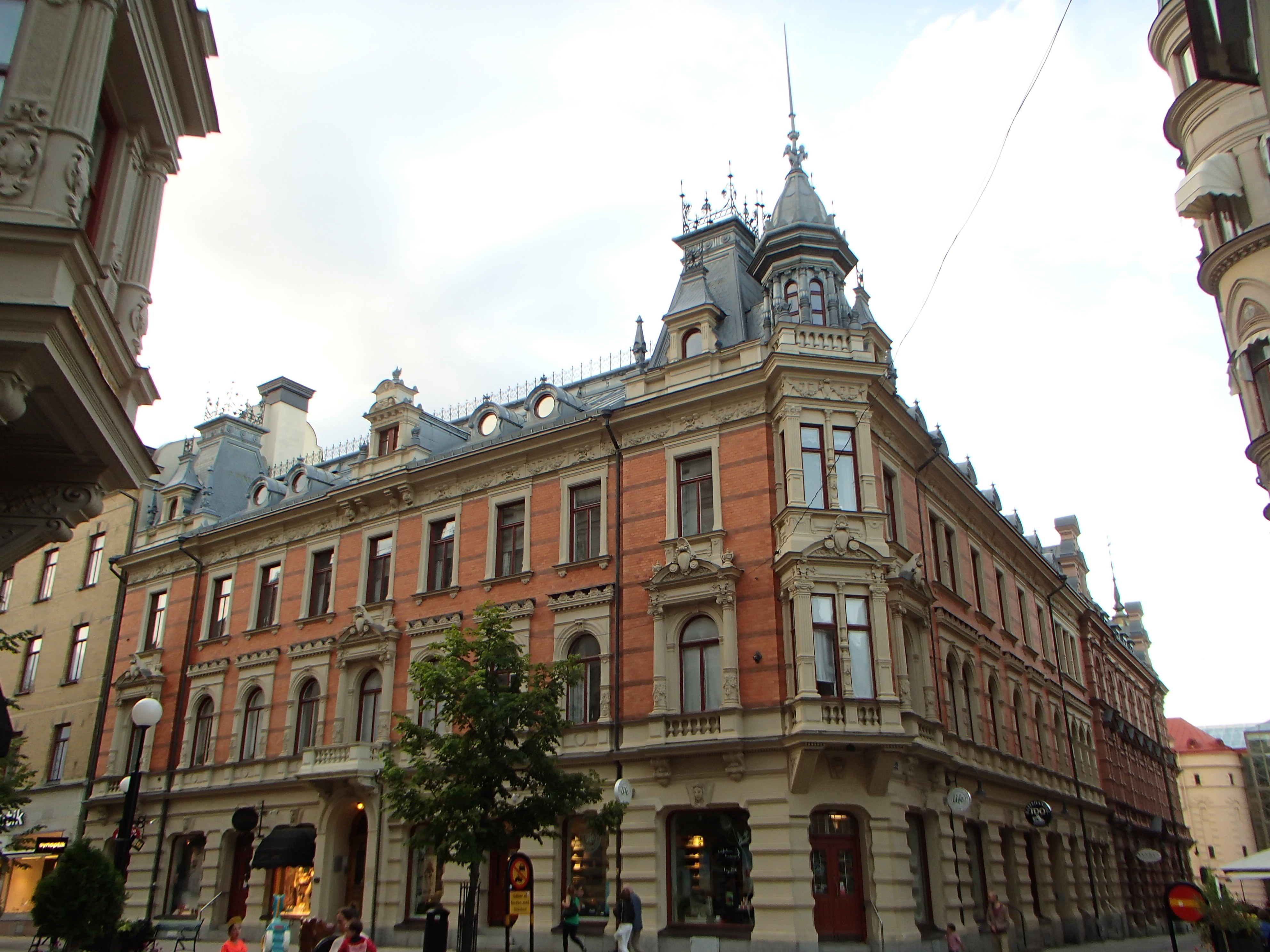
Blombergska huset vid Storgatan
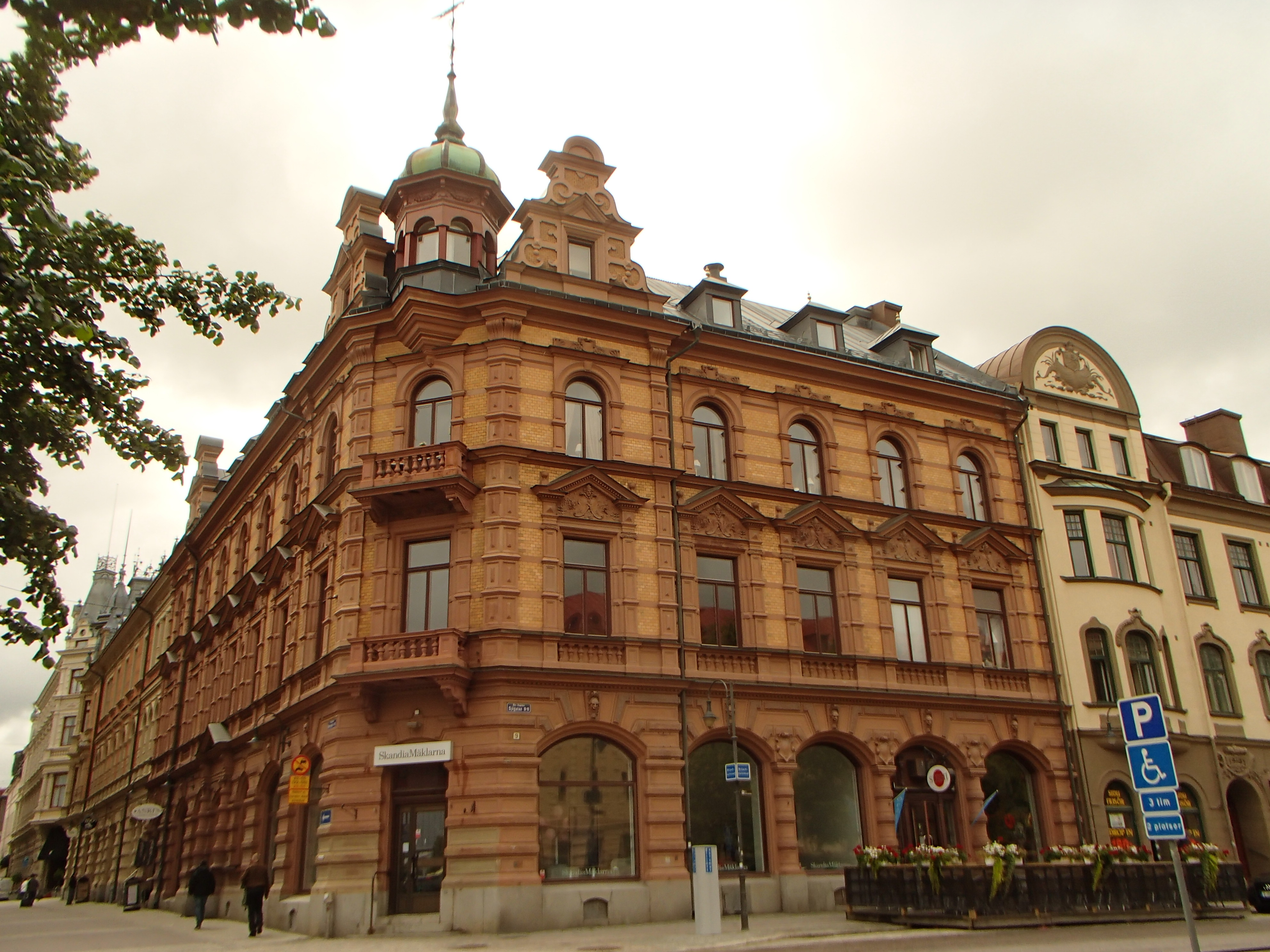
Blombergska huset vid Sjögatan